# 玉春糖
玉春糖（옥춘당）或玉春（옥춘），北朝鲜稱為彩色弹珠糖果（색구슬사탕），是朝鲜传统糖果。

## 图庫

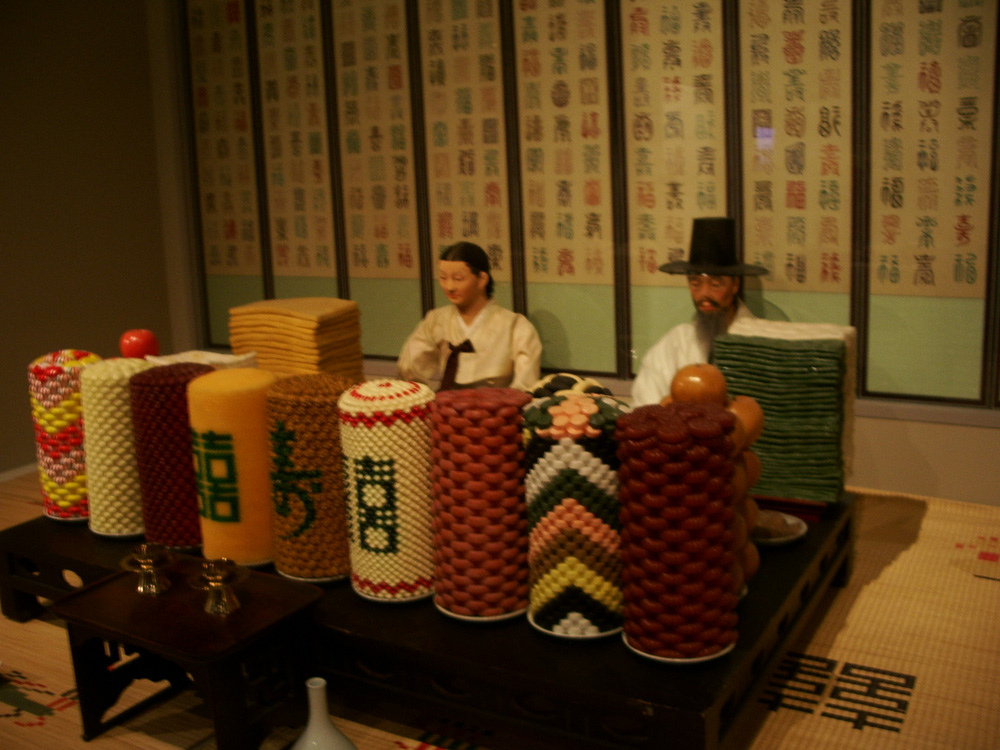
（最左边的一堆） 还历宴会餐桌上的玉春糖